# Индиън Ривър (Флорида)
Индиън Ривър (на английски: Indian River), (на български: Индианска река) е солена лагуна с дължина 195 км (121 мили)  във Флорида и е част от системата на лагуната Индиън Ривър, която от своя страна е част от вътрешен воден канал на Атлантическото крайбрежие.
Първоначално реката се казва Рио де аис по името на индианското племе, живеещо по източното крайбрежие на Флорида, но по-късно и е дадено сегашното ѝ име. Индиън Ривър се простира на юг от канала Понсе де Леон в Ню-Смирна-Бийч в окръг Волусия, през канала Халовър и по протежение на западния бряг на Мерит Айлънд. Банана Ривър се влива в Индиън Ривър от южната страна на острова. Индиън Ривър продължава на юг до канала Санта Лусия. В определени сезони на годината мостовете спират потока от червени плаващи водорасли, в резултат на което в района мирише на водороден сулфид.

## Притоци
Притоци на Индиън Ривър са каналите Мерит Айлънд Барж (изкуствен) и Канал С-54 (изкуствен), както и реките Крейн Крийк, О Гейли Ривър, Хорс Крийк, Мълет Крийк, Сейнт Себастиан Ривър, Сейнт Лисия Ривър, Сайкс Крийк и Търки Крийк. Устието на Индиън Ривър се влива в залива Палм Бей. За да се осигури вода към река Сейнт Джонс, през 1960-те е предложен за строеж каналът Сейнт Джонс – Индиън Ривър Барж, но в началото на 1970-те строежът е отменен.